# Dipsaus (podcast)
Dipsaus is een Nederlandse maatschappijkritische podcast en platform door vrouwen van kleur en voor vrouwen van kleur en alle andere geïnteresseerden. De podcast wordt sinds 2016 gemaakt door de drie oprichters: Anousha Nzume (schrijfster, actrice en programmamaakster van Joods-Russisch-Kameroense afkomst), Ebissé Wakjira (redacteur en beleidsadviseur van Ethiopische afkomst) en Mariam El Maslouhi (auteur en beleidsadviseur van Marokkaanse afkomst).
In de podcast worden thema's besproken die weinig aandacht krijgen in de grote Nederlandstalige media, zoals hoe het is om queer en moslim te zijn. Elke aflevering staan er een of meer thema's centraal.
Naast de podcast is er een website met artikelen die worden geschreven door verschillende auteurs, zijn er boeken gepubliceerd en organiseert Dipsaus soms lezingen en andere evenementen. In 2019 is de Stichting Dipsaus opgericht, een organisatie zonder winstoogmerk die alle inkomsten gebruikt ten behoeve van de activiteiten van de stichting.

## Geschiedenis

### Oprichting en eerste aflevering
De eerste aflevering verscheen op maandag 7 november 2016, met als gasten Seada Nourhussen (Nederlands schrijver, journalist, opiniemaker van Ethiopische afkomst die sinds 2018 hoofdredacteur is van OneWorld) en Arzu Aslan (basisschoolleerkracht van Turkse afkomst die zeer actief is op Twitter, waar ze ageert tegen racisme en opkomt voor (migranten)vrouwenrechten).
Vanaf de oprichting was de eindredactie enkele jaren in handen van Sayonara Stutgard (auteur, medeoprichter van Uitgeverij Chaos en redacteur van Surinaamse afkomst).

### Sponsors en partners
Dipsaus heeft en had verschillende sponsors en samenwerkingspartners, waaronder nieuwsbrievensysteem Revue, het Stimuleringsfonds voor de Journalistiek (een bijdrage in 2016), Stichting Democratie en Media (een bijdrage), SALTO (opnamestudio van de Publieke Omroep Amsterdam), VondelCS (opnamestudio) en Dag en Nacht Media (podcastuitgeverij en opnamestudio). Nadat ze in de maanden december 2021 en januari 2022 in totaal negen afleveringen hadden gepubliceerd kwamen er enkele maanden geen afleveringen uit, behalve een bonusaflevering op 8 maart 2022. Op 29 maart 2022 werd bekend dat Dag en Nacht is overgenomen door het Deense bedrijf Podimo. De podcast was vanaf dat moment uitsluitend beschikbaar via het Podimo-platform met een (niet gratis) abonnement.
Op 28 mei 2022 kwam de 73e aflevering uit, seizoen 8 episode 1, waarin Dipsaus een nieuwe insteek aankondigde: vanaf deze aflevering staat er niet langer een gast centraal, maar een thema.
Vanaf aflevering 2 van seizoen 9 (18 maart 2023) was de podcast weer beschikbaar op alle gangbare podcastplatforms, in overeenstemming met Dag en Nacht Media en Podimo.

## De eerste zeven seizoenen
Tot seizoen 8 (mei 2022) werden er in de meeste afleveringen een of meer gasten geïnterviewd.

### Vaste programma-onderdelen
De afleveringen waren opgebouwd uit deze vaste programma-onderdelen:
1. Welkomstwoord met datum waarop de aflevering is opgenomen
2. BBB (Books, Binges & Broadcasts): de hosts vertellen welk book, tv-serie of radio-uitzending/podcast de afgelopen weken indruk op hen maakte.
3. Shout outs en Burns (ook wel Big ups en Burns, samengevoegd met het vorige onderdeel tot BBBBB): de makers en gasten vertellen welke zaken de afgelopen weken indruk op hen maakte in positieve zin (shout out/big up) of negatieve zin (burn), bijvoorbeeld een nieuwsbericht, een restaurant, een organisatie, een ondernemer, een activist, een journalist, etc.
4. Interview met de gasten van die aflevering
5. DDD (Dansen, Drinken of Dipsauzen): de makers noemen drie bekende personen, en de gasten kiezen en beargumenteren met wie van de drie ze wel eens zouden willen dansen, met wie ze wat zouden willen drinken en met wie ze zouden willen 'dipsauzen' (veelvuldig intiem vriendschappelijk contact hebben via WhatsApp, telefoon, ontmoetingen, enzovoort). Het is de bedoeling dat ze geen van de drie personen en geen van de drie activiteiten overslaan.
6. Bedanken van de sponsors
7. Afscheid

### Interviews
De meeste interviews zijn in het Nederlands; sommige in het Engels.
Gasten die in de afleveringen van dipsaus zijn geweest en geïnterviewd zijn o.a.:
- Jessica de Abreu - bestuurslid van New Urban Collective, mede-oprichter van The Black Archives, winnaar van een van de Black Achievement Awards 2017, coördinator bij European Network of People of African Descent
- Soundos El Ahmadi - Nederlandse actrice, presentatrice en stand-upcomedian; de Nederlandse film Meskina is gebaseerd op een verhaal dat door haar is geschreven.
- Akwasi - Nederlandse rapper, acteur, en dichter van Ghanese afkomst
- Naeeda Aurangzeb - Nederlandse presentatrice, documentairemaker en auteur van Pakistaanse afkomst, onder andere bekend van haar boeken Verdreven Palestijnen (2005) en 365 dagen Nederlander (2021)
- Samora Bergtop - Nederlands actrice van Surinaamse afkomst
- Kauthar Bouchallikht - Nederlands politicus, klimaatactiviste en publicist van Marokkaanse afkomst; kandidaat-Kamerlid namens GroenLinks voor de Tweede Kamerverkiezingen 2021
- Hella Dee - activiste bij PROUD en sekswerker
- Rokhaya Diallo[17] - Franse auteur, filmmaker, activist en journalist van Senegalees- en Gambiaanse afkomst, samen met Grace Ly oprichter van de Franstalige podcast Kiffe ta Race
- Fatima Elatik - Marokkaans-Nederlands bestuurder en politica van de Partij van de Arbeid
- Mona Eltahawy - Egyptisch-Amerikaanse journalist en publicist, die met name schrijft over de rechten van vrouwen binnen de islam en over hervormingsbewegingen in de Arabische wereld
- Mitchell Esajas - mede-oprichter en bestuurslid van New Urban Collective, mede-oprichter van The Black Archives, winnaar van een van de Black Achievement Awards 2017
- Fatima Faïd - gemeenteraadslid in de gemeente Den Haag voor de Haagse Stadspartij en kandidaat voor BIJ1 (toen nog onder de naam Artikel 1) voor de Tweede Kamerverkiezingen 2017, van Portugees-Algerijnse afkomst
- Quinsy Gario - Nederlandse dichter, kunstenaar, en activist, geboren op Curaçao en opgegroeid op Curaçao, Sint Maarten en in Nederland[18]
- Domenica Ghidei Biidu - Nederlands mensenrechten-advocaat en strategisch adviseur voor gelijkheid, inclusiviteit en diversiteit en voorzitter van het African Diaspora Policy Centre; geboren in Eritrea, winnaar van een van de Black Achievement Awards 2017
- Yaa Gyasi - Ghanees-Amerikaans schrijfster
- Maryam Hassouni - Nederlandse actrice, onder andere hoofdpersonage Leyla in de Nederlandse speelfilm Meskina, 2021
- Dalilla Hermans - Belgische journalist, schrijver en theatermaker van Rwandese afkomst
- Massih Hutak - Afghaans-Nederlandse schrijver en rapper
- Sabrine Ingabire - Belgisch-Rwandese journalist (o.a. bij NRC Handelsblad[19] en MO*), schrijver, mensenrechtenactiviste en jongerenadviseur bij de Vlaamse Jeugdraad
- Murat Isik - Nederlandse schrijver en jurist van Zaza-Turkse afkomst
- Silveria Jacobs - premier van Sint Maarten[11]
- Nancy Jouwe - Nederlandse cultuurhistoricus van Papoea-Indische afkomst; onderzoekt onder meer racisme en intersectionaliteit
- Patricia Kaersenhout - beeldend kunstenares, cultureel activiste en feministe met een Surinaamse achtergrond
- Steve McQueen - Britse regisseur van Trinidadse en Grenadiaanse afkomst, regisseerde onder andere 12 Years a Slave
- Jetty Mathurin - Nederlandse cabaretière, presentatrice, actrice, columniste en logopediste van Surinaamse afkomst
- Touria Meliani - Nederlands-Marokkaanse bestuurder en politica van GroenLinks en wethouder van de gemeente Amsterdam
- Milouska Meulens - Nederlands-Curaçaose televisiepresentatrice
- Olave Nduwanje - Nederlandse feminist, activist, jurist, kunstenaar en auteur van columns, opinie-artikelen en verhalen, van Burundese afkomst, die zich identificeert als non-binaire trans femme. Nduwanje heeft ook enkele keren Dipsaus gepresenteerd, waaronder twee afleveringen over Diasporic Self: Black Togetherness as Lingua Franca, een (kunst-)project van Barby Asante en Amal Alhaag in Amsterdam en Londen.[20]
- Seada Nourhussen - Nederlands schrijver, journalist, opiniemaker van Ethiopische afkomst, sinds 2018 hoofdredacteur van OneWorld
- Chimène van Oosterhout - Nederlandse presentatrice, actrice en zangeres met een Indiaas-Sunrinaams-Curaçaose achtergrond
- Fockeline Ouwerkerk - Nederlands actrice
- Vincent Patty - Nederlands-Molukse directeur van twee platenlabels (Noah's Ark en Top Notch) en als rapper bekend onder de naam Jiggy Djé
- Manju Reijmer - Nederlands-Sri Lankaanse scenarist van o.a. De slet van 6vwo, Vakkenvullers en House of No Limits
- Sylvana Simons - Nederlandse politica, televisie- en radiopresentatrice en oprichter van de politieke partij BIJ1, van Surinaamse afkomst
- Sheila Sitalsing - journaliste en columniste met een Surinaamse achtergrond
- Nicole Terborg - Nederlands journalist, presentator, radiomaker en religiewetenschapper
- Jia Tolentino - Amerikaanse feministische schrijver en journalist met Filipijnse roots; vaste medewerker bij The New Yorker
- Vincent van Velsen - conservator fotografie van het Stedelijk Museum Amsterdam van Nederlands-Surinaamse afkomst
- Romana Vrede - Nederlands-Surinaamse actrice, theatermaakster en schrijfster
- Amina Wadud - Amerikaanse hoogleraar Islamstudies, gespecialiseerd in gender en Koran-exegese
- Mandela Wee Wee - Nederlandse acteur van Surinaamse afkomst
- Joy Wielkens - Nederlands actrice en zangeres van Arubaans-Surinaamse afkomst
- Yootha Wong-Loi-Sing - Nederlandse actrice en zangeres van Surinaamse afkomst, bekend van haar rol in de film Hoe duur was de suiker
- Gary Younge[21] - Britse hoogleraar, schrijver en journalist/columnist, onder andere bij The Guardian en de New Statesman van Barbadiaanse afkomst

Een bijzondere aflevering is de integrale opname van de liveshow om 10 jaar 'Zwarte Piet is racisme' en 5 jaar Dipsaus te vieren op 12 april 2021 in TivoliVredenburg met interviews door Quinsy Gario met o.a. Ebissé Wakjira, Nancy Jouwe, Flavia Dzodan, Manju Reijmer, Naomie Pieter, Rui Jun Luong, Mitchell Esajas, Arzu Aslan en Lulu Helder.
Op 21 januari 2021 nam Dipsaus een aflevering op samen met podcast DAMN, HONEY over seksueel grensoverschrijdend gedrag naar aanleiding van de aflevering BOOS: This is The Voice van de Nederlandse BNNVARA-serie BOOS op 20 januari 2022.

### Tune
De tune van Dipsaus was het nummer Dip Saus van Vloeistof, het tweede album van Opgezwolle, uitgebracht door platenlabel Top Notch in 2003.

## De podcast vanaf seizoen 8
Op 28 mei 2022 kwam de 73e aflevering uit, seizoen 8 episode 1, waarin Dipsaus een nieuwe insteek aankondigde: vanaf deze aflevering staat er niet langer een gast centraal, maar een thema. Thema's die aan bod kwamen waren onder andere:
- Rihanna
- culturele diversiteit in de Nederlandse media
- Keti Koti
- geweld tegen vrouwen
- seksueel genot van vrouwen
- films en bioscopen
- Amsterdam Museumnacht (aflevering in samenwerking met de Openbare Bibliotheek Amsterdam)
- Generatie X en Millennials (Generatie Y)

### Tune
Er wordt een nieuwe tune gebruikt.

### Dance of Dipsaus
Binnen de Dipsaus-podcast is een serie afleveringen uitgebracht onder de naam Dance of Dipsaus, waarin Wakjira, El Maslouhi en Nzume samen met Manju Reijmer de televisieserie House of the Dragon bespreken, een prequel op de eerder uitgebrachte televisieserie Game of Thrones. In elke aflevering van Dance op Dipsaus wordt een aflevering van House of the Dragon besproken.

## Nominatie
In 2019 werd de podcast genomineerd voor de Dutch Podcast Awards in de categorieën Lifestyle, maatschappij & gezondheid en Beste host (voor Anousha Nzume).

## Website en nieuwsbrief
Op de pagina 'Exclusives' op de website van Dipsaus worden regelmatig artikelen gepubliceerd over actuele onderwerpen door verschillende schrijvers, onder wie Olave Nduwanje, Grâce Ndjako, professor Gloria Wekker, Karwan Fatah-Black, Quinsy Gario en Sabrine Ingabire. Ook brengt Dipsaus een regelmatige nieuwsbrief uit via e-mail met informatie over de nieuwste podcast-aflevering en tips voor boeken, concerten, een literatuurfestival, links naar interessante artikelen in kranten en op blogs, etc.

## Boeken
Dipsaus heeft een aantal boeken gepubliceerd in samenwerking met Uitgeverij Pluim en streeft ernaar om vaker boeken te publiceren. Tot nog toe zijn deze boeken verschenen:
| Jaar              | Titel                                                   | Schrijver(s) | ISBN          | Opmerking |
| ----------------- | ------------------------------------------------------- | --- | ------------- | --- |
| 2020 (30 juli)    | De goede immigrant - 23 visies op Nederland             | Quinsy Gario (kunstenaar en antiracisme-activist), Manju Reijmer (scenarioschrijver), Nina Köll (media- en cultuurwetenschapper), Clark Accord (schrijver en visagist), Sarah Bekkali (case-worker voor mensenrechten), Mojdeh Feili (schrijver en activist), Jeanette Chedda (schrijver en antivalidisme-activist), Richard Kofi (kunstenaar, curator en podcaster), Khadija Boujbira (moeder, echtgenote, feminist), Simone Zeefuik (schrijver en cultureel programmamaker), Olave Nduwanje (jurist, activist en politica), Tirsa With (spoken-word artiest en activist), Dino Suhonic (queer activist), Mia You (dichter, recensent en onderzoeker), Hasret Emine (schrijver, fotograaf en historicus), Zaïre Krieger (journalist en spoken word-artiest), Deborah Cameron (blogger en social cultureel ondernemer), Karwan Fatah-Black (historicus), Yael van der Wouden (schrijver en uitgever), Rita Ouédraogo (onderzoeker en curator), Zouhair Hammana (socioloog), Nancy Jouwe (cultuurhistoricus), Fatima Faïd (gemeenteraadslid in de gemeente Den Haag) | 9789462984141 | Eindredactie door Sayonara Stutgard. Geïnspireerd op het boek The Good Immigrant van Nikesh Shukla. Tot stand gekomen door een crowdfunding-actie, die succesvol werd afgerond in maart 2020.        |
| 2020 (20 oktober) | Sister outsider                                         | Audre Lorde | 9789492928641 | Nieuwe vertaling door Jenny Mijnhijmer van Sister outsider, een verzameling essays en toespraken uit 1984. Voorwoord door Anousha Nzume.                                                             |
| 2020 (28 oktober) | AfroLit - moderne literatuur uit de Afrikaanse diaspora | Avery Bertrand Iradukunda (België, dichter van Rwandese afkomst), Babs Gons (Nederland, spoken word-artiest, schrijver en host/presentator; winnaar van de Black Achievement Award 2018 voor Kunst en Cultuur), Carolina Maciel de França (België, dramaturg, actrice, moderator en creatief ondernemer), Chris Polanen (Nederland, schrijver van Surinaamse afkomst), Esther Duysker (Nederland, scenarist en toneelschrijver; haar speelfilmdebuut Buladó won een Gouden Kalf voor beste lange speelfilm bij het Nederlands Film Festival 2020 en ze vertaalde de drie toneelstukken van de Raisin-cyclus en schreef een eigen vervolg, The story of Travis (2023), als vierde deel van de cyclus.), Grâce Ndjako (Nederland, schrijver en onderwijsassistent filosofie), Hasna Ankal (België, journalist, schrijver en redacteur), Lisette Ma Neza (Nederlandse muzikant, dichter en slam poet die in België woont; won in 2017 het Belgische kampioenschap Slam Poetry), Malique Mohamud (Nederland, schrijver, ontwerper en 'Hiphop Futurist' van Somalische afkomst), Nyiragasigwa Hens (België, theatermaker, community builder, spelcoach en auteur van Rwandese afkomst), Rachel Rumai Diaz (Nederland, schrijver, dichter, performance artist en programmamaker), Sayonara Stutgard, Sesa (België, slam poet), Sulaiman Addonia (België, schrijver van Eritrees-Ethiopisch-Britse afskomt) en Tracy Bibo Tansia (België, auteur van opiniestukken over racisme, genderproblematiek en (de-)kolonisatie die in Congo woont). | 9789083073637 | Samengesteld door Dalilla Hermans en Ebissé Wakjira. |
| 2023 (30 mei)     | De goede mama. 13 visies van moeders van kleur          | Rowan Blijd, Senae Chakrouni, Ernestine Comvalius, Marisella de Cuba, Nathalie Emanuels, Hoda Hamdaoui, Mona Hegazy, Chee-Han Kartosen-Wong, Diana Khayyata, Fatima Lamkharrat, Patty Rudge, Brenda Suitela en Tsega Worku | 9789493256101 | Samengesteld door Naima El Maslouhi (journalist voor onder andere Utrechts Nieuwsblad, NRC en de Volkskrant en medewerker bij een centrum gericht op kwetsbare vrouwen met een migratieachtergrond). |

## Andere podcasts
Dipsaus heeft ook andere podcasts geproduceerd:
1. Fufu & Dadels, over 'intercultureel zusterschap' buiten de grote steden.[22] Het motto van de podcast: 'Vrijgevochten met een zachte G'. De podcast wordt gemaakt door Hajar Fallah, Suheyla Yalcin en Munganyende Hélène Christelle, drie vrouwen van kleur met een migratie-achtergrond.[5][33][34] De makers hebben Marokkaanse, Turks/Armeens/Nederlandse en Rwandese wortels, en zijn alle drie opgegroeid in Eindhoven.[22] De eerste aflevering is van 17 mei 2019, de laatste van 13 december 2021.
2. SPECTRUM, gehost vanuit Den Haag door Riyaz van Wegberg (van het YouTube-kanaal Riyaz Luvz[35]), en met als thema de queer ervaring. De podcast is publiek beschikbaar sinds 2 juni 2020.
3. De goede immigrant, een zesdelige podcast van de VPRO voor NPO Radio 1. De podcast is sinds 22 oktober 2021 online te beluisteren. Geïnterviewden zijn Quinsy Gario, Deborah Cameron, Hasret Emine, Yael van der Wouden, Manju Reijmer en Khadija Boujbira; de interviewer is Nicole Terborg.[36][37][38][39][40] De première van de podcast was op 15 oktober 2021 in het Koorenhuis in Den Haag.[41]